# Kard
Kard (hangul: 카드; também estilizado como KARD, K.A.R.D ou ainda K♠RD) é um grupo misto sul-coreano formado pela DSP Media em 2016 com o seu debut oficial em 2017. Ele é composto por quatro integrantes: J.Seph (Ace), B.M (King), Somin (Black Joker) e Jiwoo (Color Joker)

## História

### Pré-estreia
De 2012 a 2014, a integrante Somin fez parte do grupo japonês Puretty, da DSP Media, onde lançaram o single "Cheki ☆ Love" em 2012 e "Shuwa Shuwa BABY" em 2013. Depois de dois anos o grupo se separou em 2014. No mesmo ano ela entrou no programa Kara Project, no qual sete traines competiam para se tornar a nova integrante do grupo Kara. Somin terminou em segundo lugar. Em 24 de agosto de 2015, Somin estreou como líder do novo grupo feminino da DSP Media chamado April. Ela anunciou sua saída em novembro do mesmo ano.
Em agosto de 2015, o membro BM participou da música "La La La" da cantora Hara em seu extended play de estreia Alohara (Can You Feel It?) e estrelou como seu parceiro de dança o videoclipe e performances da faixa-título "Choco Chip Cookies".

### 2016: Anúncio do grupo e lançamento de Oh NaNa
Em 30 de novembro de 2016, a DSP Media anunciou que iria lançar um novo grupo. No dia seguinte, a gravadora revelou dois integrantes: B.M e Jiwoo. Um dia depois, J.Seph e Somin foram apresentados. No dia 6 de dezembro DSP Media revelou vídeos de Jiwoo e J.Seph performando solo. No mesmo dia, eles revelaram que o grupo teria um showcase no dia 12 de dezembro no Queen Live Hall em Seul, Coreia do Sul. Em 7 de dezembro, foi a vez de BM e Somin ganharem vídeos performando solo. Em 8 de dezembro, Youngji, ex-integrante de Kara, foi anunciada como uma integrante oculta para o primeiro single do grupo, "Oh NaNa". No dia seguinte foi divulgada uma prévia pro videoclipe da faixa.
Em 12 de dezembro o grupo finalmente revelou o videoclipe para seu primeiro single, "Oh NaNa". A faixa rapidamente entrou nas paradas coreanas como Bugs e Melon, e também no top dez na categoria de K-pop do iTunes em diversos países, mesmo competindo com o retorno de grandes grupos, como Big Bang. "Oh NaNa" alcançou o topo de sete países: Suécia, Países Baixos, Reino Unido, Alemanha, Nova Zelândia, França e Turquia. Além disso, a faixa alcançou a quinta posição no World Digital Songs da Billboard nos Estados Unidos.

### 2017–presente:Don't Recall,Rumor, turnê mundialeestreia oficial
No dia 1 de fevereiro a DSP Media divulgou que Kard estaria voltando com seu segundo single na metade do mesmo mês. Em 5 de fevereiro é divulgado o nome e data do lançamento do novo single. "Don't Recall" seria lançado dia 16 de fevereiro. Depois de várias prévias, o grupo finalmente lançou o novo single juntamente com seu videoclipe. "Don't Recall" tornou o grupo ainda mais popular internacionalmente, mostrando uma excessiva popularidade nas paradas de diversos países, incluindo primeiro lugar na categoria de K-Pop do iTunes no EUA, 22ª posição no Reino Unido e 34ª em todos os gêneros musicais no Brasil. Além de alcançarem um milhão de visualizações em seu videoclipe em apenas doze horas. Em 1 de março eles divulgaram a "carta oculta" do single, sendo uma versão totalmente em inglês de "Don't Recall".
Com a grande popularidade mundial de KARD, a DSP Media juntamente com a SubKulture Entertainment e My Music Taste, revelaram que o grupo faria uma turnê mundial, primeiramente passando por Canadá, EUA, México e Brasil. Depois do grande sucesso de público, foi adicionado novas datas no EUA, e incluíram Reino Unido, Portugal, Espanha, Itália, Países Baixos, Argentina, Chile e Peru.
Em 3 de abril a DSP Media divulgou que Kard estaria fazendo um novo retorno no fim do mês. Dias depois, foi informado que o novo single se chamaria "Rumor" e seria lançado no dia 23 de abril. Antes do lançamento, o grupo foi nomeado embaixadores globais da G6 Smartphone, um novo aparelho celular da LG Eletronics. Como prometido, o grupo lançou "Rumor" juntamente com seu videoclipe em parceira com a LG. Mais uma vez o lançamento mostrou a grande popularidade do grupo mundialmente, conseguindo o topo na categoria de K-pop do iTunes em treze países, como Incluindo EUA, Brasil, Nova Zelândia e Australia. O single fez com que o grupo tivesse sua melhor posição no World Digital Songs da Billboard nos EUA, alcançando a terceira posição. Como "carta oculta" do single, o grupo lançou uma versão especial do videoclipe estrelando com sua coreografa, Jisun.
O debut oficial veio apenas depois da turnê, em 19 de julho de 2017, com o lançamento do primeiro EP da carreira, Hola Hola,e com o single com o mesmo nome contendo seis faixas.
O projeto deu ainda mais visibilidade internacional para o grupo. Atração em festivais como o Summer Sonic Festival, no Japão, e no KCON, em Los Angeles, os artistas realizaram uma segunda parte da turnê nos meses seguintes, com apresentações na Europa e novas datas nos Estados Unidos. Em novembro de 2017, o KARD divulgou o EP You & Me.
Em 2018 o grupo encerrou sua turnê WILD KARD, que passou em mais de 30 países, com show em São Paulo no Espaço das Américas, em 30 de setembro.Ainda no mesmo ano e também em São Paulo, o grupo retornou para o evento K-CONTENT EXPO nos dias 2 e 3 de novembro, no Palácio das Convenções do Anhembi com organização da Kocca. Já em 2019, o Kard retorna para mais uma turnê e passa pelas cidades de Recife, Porto Alegre, Rio de Janeiro e São Paulo.

## Integrantes

#### J.Seph
J.Seph (hangul: 제이셉), nascido Kim Tae-hyung (hangul: 김태형) em 21 de junho de 1992 (32 anos) em Cheongju, Chungcheong do Norte, Coreia do Sul. Ele é o Rapper Principal, Dançarino guia, Sub-Vocalista do grupo, compositor, representa a letra A a carta dele é a Ace. É o mais novo entre seus irmãos. Treinou por longos 5 anos rap e dança, para que originalmente debutasse em um duo de hip-hop juntamente com seu colega de grupo BM, quando mais novo ele foi vice-presidente de classe quando estava na quinta série, e presidente ao ir para sexta série, sabe o básico em inglês, já se apresentou ao lado da cantora Goo Ha Ra. BM e ele participaram do video-clipe Sunshine do grupo Rainbow.

#### BM
BM (hangul: 비엠), nascido Matthew Kim (hangul: 매튜김) em 20 de outubro de 1992 (32 anos) em Los Angeles, Califórnia, Estados Unidos. Também atende pelo seu nome coreano Kim Woo Jin (hangul: 김우진). Seu nome coreano de nascimento é Kim Jin-seok (hangul: 김진석). Líder do Grupo, Dançarino Principal, Rapper Líder, Compositor, Produtor. Representa a letra K a carta dele é a King. Treinou por 4 anos e meio, era previsto inicialmente que ele debutasse em um duo de hip-hop junto com J.Seph, antes de ser idol estudava psicologia, já participou dos MVs "Choco Chip Cookies" da cantora Goo Ha-ra, "Sunshine" do grupo Rainbow junto com J.Seph e do KARA da DSP Media. Ele foi revelado como líder na teoria de don't recall no canal do kard no youtube. Ele é fluente em coreano e inglês, e sabe um pouco da linguagem espanhol e também, o português.

#### Somin
Somin (hangul: 소민), nascida Jeon So-min (hangul: 전소민) em 22 de agosto de 1996 (28 anos) em Seul, Coreia do Sul. Ela é a Vocalista Principal, Sub-Rapper  e Visual do grupo e face, representa a letra R a carta dela é a Black Joker. Antes de entrar para o grupo, ela foi membro de outros dois chamados Puretty que acabou se separando e April onde foi a líder e ficou por quase um ano, ela também fez parte do Kara Project onde ficou em segundo lugar do projeto para ser membro do Kara. Ela e a Jiwoo colaboraram com o Super Junior em uma versão da canção "Lo siento" participando ativamente das performances, participou do MV "Born Hater" do grupo Epik High.

#### Jiwoo
Jiwoo (hangul: 지우), nascida Jeon Ji-woo (hangul: 전지우) em 04 de outubro de 1996 (28 anos) em Seul, Coreia do Sul. Ela é a Vocalista Líder, Dançarina líder ,Rapper guia e Maknae do grupo, representa a letra R a carta dela é a Color Joker. Treinou por 2 meses antes de entrar no grupo, ela era da empresa da FNC Entertaiment onde foi trainee por 5 anos onde treinou canto e dança, ela e a Somin colaboraram juntamente com o grupo masculino Super Junior em uma versão da canção Lo Siento, onde também participou das performances. Segundo a DSP ela foi colocada no grupo por ter um talento ilimitado e ser charmosa, reversível, e muito carismática.

## Discografia

#### Extended plays
| Título           | Detalhes                                                                                      | Melhores posições nas paradas | Melhores posições nas paradas | Melhores posições nas paradas | Vendas      |
| Título           | Detalhes                                                                                      | KOR Gaon                      | US World                      | US Heat                       | Vendas      |
| ---------------- | --------------------------------------------------------------------------------------------- | ----------------------------- | ----------------------------- | ----------------------------- | ----------- |
| Hola Hola        | - Lançamento: 19 de Julho de 2017 - Gravadora: DSP Media - Formatos: CD e download digital    | 2                             | 3                             | 25                            | - : +18,343 |
| You & Me         | - Lançamento: 21 de Novembro de 2017 - Gravadora: DSP Media - Formatos: CD e download digital | 8                             | 4                             | 17                            | - 12,775+   |
| Ride on the Wind | - Lançamento: 25 de julho de 2018 - Gravadora: DSP Media - Formatos: CD e download digital    |                               |                               |                               |             |

#### Singles
| Ano                                                                                | Título                       | Melhores posições nas paradas | Melhores posições nas paradas | Vendas         | Álbum             |
| Ano                                                                                | Título                       | KOR Gaon                      | US World                      | Vendas         | Álbum             |
| ---------------------------------------------------------------------------------- | ---------------------------- | ----------------------------- | ----------------------------- | -------------- | ----------------- |
| 2016                                                                               | "Oh NaNa" (com Heo Young-ji) | —                             | 5                             | —              | Hola Hola         |
| 2017                                                                               | "Don't Recall"               | —                             | 5                             | —              | Hola Hola         |
| 2017                                                                               | "Rumor"                      | —                             | 3                             | - EUA: 3.000+  | Hola Hola         |
| 2017                                                                               | "Hola Hola"                  | 76                            | 4                             | - KOR: 28.983+ | Hola Hola         |
| 2017                                                                               | ''You In Me''                | —                             | 11                            | - KOR: 12.962+ | You & Me          |
| 2018                                                                               | "Ride on the Wind"           | —                             | 19                            | —              | Ride on the Wind  |
| 2019                                                                               | "Bomb Bomb"                  | —                             | 3                             | —              | Singles sem Álbum |
| 2019                                                                               | "Dumb Litty"                 | —                             | 3                             | —              | Singles sem Álbum |
| "—" significa que não foi encontrado informações ou não foi lançado em tal região. |                              |                               |                               |                |                   |

#### Outros Participações
| Ano                                                                                | Título                   | Melhores posições nas paradas | Melhores posições nas paradas | Vendas | Álbum                             | Integrantes   | Outro(s) Artista(s) |
| Ano                                                                                | Título                   | KOR Gaon                      | US World                      | Vendas | Álbum                             | Integrantes   | Outro(s) Artista(s) |
| ---------------------------------------------------------------------------------- | ------------------------ | ----------------------------- | ----------------------------- | ------ | --------------------------------- | ------------- | ------------------- |
| 2017                                                                               | "이제 우리" (Ije Uri)    | —                             | —                             | —      | Lovebird: First Year Season 2 OST | J.Seph, Somin | —                   |
| 2018                                                                               | "Lo Siento (Feat. Kard)" | —                             | —                             | —      | Replay                            | Jiwoo, Somin  | Super Junior        |
| "—" significa que não foi encontrado informações ou não foi lançado em tal região. |                          |                               |                               |        |                                   |               |                     |

## Filmografia

### Reality show
| Ano  | Canal | Programa       | Episódios    | Notas                                                                                                |
| ---- | ----- | -------------- | ------------ | --- |
| 2017 | M2    | SECRET K.A.R.D | 10 episódios | Reality show que acompanha o grupo durante sua primeira turnê mundial e sua preparação para estrear. |

### Programa de variedade
| Ano  | Canal         | Programa                           | Notas             |
| ---- | ------------- | ---------------------------------- | ----------------- |
| 2016 | 1theK         | WAITINGROOM LIVE                   | Com Heo Young-ji  |
| 2016 | ARIRANG K-POP | Sound K: Concert                   | Concerto especial |
| 2016 | ARIRANG K-POP | Pops in Soul: Rookie Show          | Episódio 3325     |
| 2017 | TBS           | Fact in Star                       | —                 |
| 2017 | ARIRANG K-POP | After School Club                  | Episódio 253      |
| 2017 | ARIRANG K-POP | Tour Avatar: "Edición Pyeongchang" | Episódio 3 e 4    |
| 2017 | ARIRANG K-POP | After School Club                  | Episódio 274      |
| 2019 | Viu           | Viu Fashion                        | Episode 15        |